# Adiantum mariposatum
Adiantum mariposatum är en kantbräkenväxtart som beskrevs av Mccarthy och Hickey. Adiantum mariposatum ingår i släktet Adiantum och familjen Pteridaceae. Inga underarter finns listade.